# Samtgemeinde Steimbke
La comunità amministrativa di Steimbke (Samtgemeinde Steimbke) si trova nel circondario di Nienburg/Weser nella Bassa Sassonia, in Germania.

## Suddivisione
Comprende 4 comuni:
1. Linsburg
2. Rodewald
3. Steimbke
4. Stöckse

Il capoluogo è Steimbke.